# Patrick Parizon
Patrick Parizon (* 3. Juni 1950 in Le Creusot) ist ein ehemaliger französischer Fußballspieler und -trainer. Von den 1960er bis in die 1980er Jahre war er als Spieler aktiv und gewann mit der AS Saint-Étienne 1968 und 1970 zweimal die französische Meisterschaft sowie 1970 den französischen Pokal. 1975 bestritt der Offensivspieler drei Länderspiele mit der französischen Nationalmannschaft. Später war er als Trainer tätig und trainierte nach einigen Stationen bei Vereinen in der Ligue 2 und der Ligue 1 von 2000 bis 2002 die Nationalmannschaft der Elfenbeinküste und von 2002 bis 2003 die Nationalmannschaft von Mauritius. Zuletzt trainierte er von 2005 bis 2009 als offizieller Lizenzinhaber gemeinsam mit dem Sportdirektor Franck Dumas den französischen Erstligisten SM Caen.